# Otiküla
Otiküla es una aldea del municipio de Viljandi, en el condado de Viljandi, Estonia. Según el censo de 2021, tiene una población de 9 habitantes.
Está ubicada en el centro-este del condado, cerca de la orilla occidental del lago Võrtsjärv.